# A las barricadas
A las barricadas («Вперед, на баррикады», или же «На баррикады») — популярная песня испанских анархистов времен Испанской революции и Гражданской войны в Испании. Также является гимном Национальной конфедерации Труда (НКТ) и Всеобщей Конфедерации Труда (ВКТ).

## История создания
Эта песня была написана на основе «Варшавянки» Вацлава Свенцицкого, который написал текст, отбывая в Варшавской цитадели срок за социалистическую деятельность, в 1879 году.
В 1933 друзья и товарищи Анхель Мирет и Валериано Оробон Фернандес решили перевести эту песню для местного журнала. Анхель сделал аранжировку для смешанного хора, а Валериано перевел Варшавянку на испанский, и через несколько недель будущий гимн анархистов появился на свет.
В последующую неделю популярность испанской «Варшавянки» начала расти, заменив известную композицию «Hijos del Pueblo».
После Испанской революции 1936 года эта песня стала официальным гимном НКТ и ВКТ.

## Текст
Negras tormentas agitan los aires
nubes oscuras nos impiden ver
Aunque nos espere el dolor y la muerte
contra el enemigo nos llama el deber.
El bien más preciado
es la libertad
hay que defenderla
con fe y valor.
Alza la bandera revolucionaria
que llevará al pueblo a la emancipación
Alza la bandera revolucionaria
que llevará al pueblo a la emancipación
En pie el pueblo obrero
a la batalla
hay que derrocar
a la reacción
¡A las Barricadas! ¡A las Barricadas!
por el triunfo de la Confederación.
¡A las Barricadas! ¡A las Barricadas!
por el triunfo de la Confederación.
Иногда третью строфу поют вместе со словами «Alza la bandera revolucionaria, que del triunfo sin cesar nos lleva en pos»